# FitCurves
FitCurves, так само відома в західних країнах як Curves International, або просто Curves, — міжнародна фітнес-франшиза, заснована Гаррі і Діаною Гевін в 1992 році. Станом на грудень 2013 року Curves має понад 12,000 клубів у 92 країнах світу. У травні 2012 тільки в США зареєстровано 3,175 клубів. Компанією керують засновники, центральний офіс знаходиться у Вейко, штат Техас. Програма занять Curves і тренажери розроблені спеціально для жінок, хоча в деяких клубах є послуги і для чоловіків.
У 2013 році в клубах США вони представили нову програму управління вагою, названу Curves Complete, в команді якої вправи для схуднення, Школу управління вагою і щотижневі консультації з тренером.  

## Історія
Curves заснована Гаррі Гевіном і його дружиною Діаною. Вони відкрили перший клуб в Гарлінгені, Техас, в 1992 році. Нова ідея 30-хвилинного тренування (що включає у себе фітнес, силові вправи і настанови щодо управління вагою) — програма розроблена спеціально для жінок, отримала миттєвий успіх. Вони почали розвивати ідею створення франшизи, яка була відкрита в 1995 році. За визнанням багатьох профільних ЗМІ, Curves є найбільшою фітнес-франшизою в світі і знаходиться в числі 10 найбільших франшиз в світі. За даними Curves International, Curves досягла числа 6,000 проданих франшиз за 7 років. Фітнес-центри Curves знаходяться більш ніж в 90 країнах, включаючи США, Україну, Канаду, Мексику, Австралію, Нову Зеландію, ПАР і Японію. Відома як FitCurves в Україні, Словаччині, Сербії, Болгарії, Румунії, Казахстані, Польщі, Білорусі, Чехії та Росії.